# Hans Christian Andersen
Hans Christian Andersen (Odense, 1805. április 2. – Koppenhága, 1875. augusztus 4.) dán költő és meseíró.

## Életútja
Andersen apja szegény cipész volt, akinek 1816-os halála után a 11 éves fiú abbahagyta az iskolát, és otthon az összes beszerezhető színdarabot elolvasta, köztük Ludvig Holberg és William Shakespeare műveit. Utóbbi összes színművét kívülről megtanulta, és fabábuival a maga készítette játékszínházban el is játszotta őket. Több száz papírból kivágott figura maradt fenn tőle. Miután az apja meghalt, a családjának sokat kellett nélkülöznie, emiatt is leginkább a saját mesevilágába menekült, mert igazán csak ott érezte jól magát.

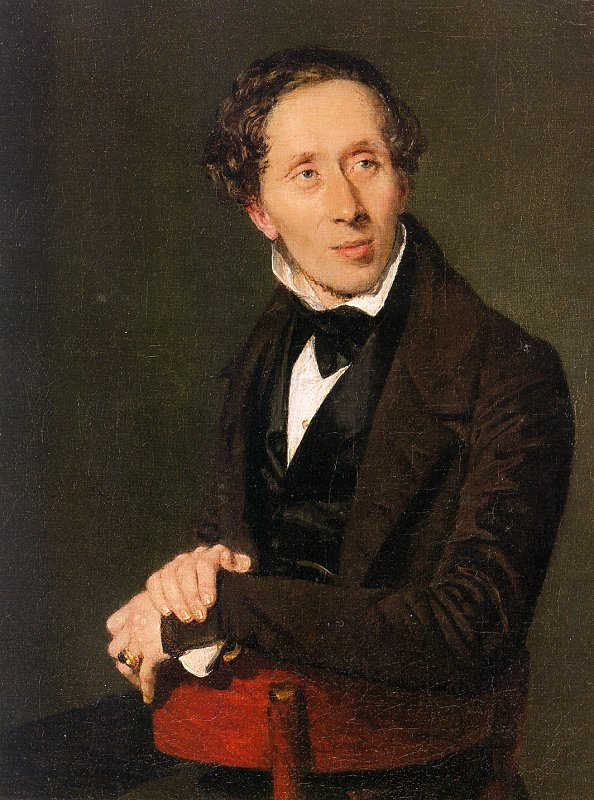
Andersen a 30-as évei elején

14 éves korában ment Koppenhágába, hogy ott a királyi színháznál zenész legyen, de volt takácsinas és szabósegéd is. A színház igazgatósága és VI. Frigyes király támogatásával 1822–1828 között latin iskolába, majd egyetemre járt. A tanulás nagyon nehezen ment számára, ráadásul rendszeresen bántották, kigúnyolták a magába forduló viselkedése miatt, ami újabb indok volt a mesékbe való meneküléshez. 
Híres meséi: A tűzszerszám, Borsószem hercegkisasszony, A kis hableány, A császár új ruhája, A rendíthetetlen ólomkatona, A rút kiskacsa, A Hókirálynő, A kis gyufaáruslány.
Egész életében végig kísérte a szeretethiány, a vágy, hogy valakihez tartozhasson. Számos hölggyel próbált ismerkedni, de mindegyikük visszautasította a félszeg, ügyetlen Andersen közeledését. Bordélyokban is megfordult, de ott is csak kifizette az általa megsajnált örömlányokat mindenféle egyéb tett nélkül. Ugyanakkor naplót vezetett a maszturbációiról. Később férfiakkal is próbált viszonyt folytatni, bizonytalan itt mennyire járt sikerrel. A magánéleti kudarcai a meséiben is visszaköszönnek, mint A kis hableányban, ahol a címszereplő mindent feláldoz, hogy szeressék, de így is meghal a történet végén, miután kiszemeltje egy másik lányt vesz el feleségül. Más olyan meséiben is visszatérő elem a kirekesztés, a meg nem értés, a magányosság, mint A rút kiskacsa vagy A kis gyufaáruslány.
1847-ben találkozott először az általa tisztelt Charles Dickensszel, akivel jó barátságban volt, egészen 1857-ig. Ekkor ugyanis meglátogatta Dickenséket azok angliai otthonában, ahol a vendégeskedés végül öt hétre nyúlt, mert nem vette észre mikor illik távoznia. Miután végül mégis elküldték, Dickens megszakította a kapcsolatát Andersennel.
Sokat utazott Európában. 1841-ben Magyarországon is járt, ahol többek közt bejárta Pestet, Budát, és Mohácsot. A meséi mellett az útleírásai is nagy sikert arattak.
Dán, német és görög legendákra, történelmi tényekre, a néphitre, valamint kora irodalmi mozgalmaira támaszkodott. Történetei a biedermeier kor legjelentősebb meséi, ma szinte a világ minden országában ismertek.
Mesekönyvei sikerét fokozták illusztrációi; első illusztrátora a szintén dán Vilhelm Pedersen (1820–1859) volt.
A népszerű író magányosan is halt meg: még 1872-ben kiesett az ágyából, a baleset okozta fejsebeinek szövődményeit sosem heverte ki teljesen, 1875-ben bekövetkezett halálát viszont májrák okozta. Mikor rátaláltak egy korábbi, szintén őt visszautasító hölgy levele volt nála. 
Valószínűsítik, hogy az író Asperger-szindrómával élhetett.

## Emlékezete
A nagy meseírót idéző tiszteletadás az 1967 óta évről évre világszerte megünnepelt International Children's Book Day (Gyermekkönyvek Nemzetközi Napja vagy Nemzetközi Gyermekkönyv Nap), amelyet Andersen születése évfordulóján tartanak. Emlékét élteti a nevét viselő kitüntetés, a Hans Christian Andersen-díj.
2005-ben, születése 200. évfordulójának tiszteletére Izraelben a Képzőművészeti Egyetem az Izraeli Éremművész Szövetséggel és a Dán nagykövetséggel közösen nagyszabású nemzetközi éremművészeti pályázatot és kiállítást rendezett. A kiállításon több magyar művész is részt vett, közülük ketten díjat is nyertek.
Az egyik magyar érem a kiállításról

## Magyarul

### 1875-ig
- Andersen meséi; ford. Szendrey Júlia; Lampel, Pest, 1858
- Mesék, kalandok s történetek; ford. Vachott Sándorné; Pollák, Pest, 1866 (Ifjúsági könyvtár)
- Mesék, kalandok és történetek. Nyolcz képpel; ford. Vachott Sándorné; 2. jav., bőv. kiad.; Légrády, Bp., 1871 (Ifjúsági könyvtár)
- Andersen újabb meséi s képei; ford. Czanyuga József; Lampel, Bp., 1874
- Andersen meséi; ford. Szendrey Julia; Lampel, Bp., 1874 (hasonmásban: 2000)

### 1876–1919
- Regék és mesék; ford. Milesz Béla; Franklin, Bp., 1879 (Olcsó könyvtár)
- Andersen János Keresztélyː Képeskönyv képek nélkül; ford. Schambach Gyula; Franklin, Bp., 1882 (Olcsó könyvtár. Új olcsóbb kiad.)
- Andersen újabb meséi; ford. Szép József; Lampel, Bp., 1890
- Andersen meséi; szabadon átdolg. Paul Arndt, ford. Győry Ilona; Lauffer, Bp., 1890
- Andersen válogatott meséi; ford. Móka bácsi Halász Ignác; Athenaeum, Bp., 1894
- Andersen újabb meséi; ford. Szép József; 2. bőv. kiad.; Lampel, Bp., 1897
- Andersen meséi; ford. Mikes Lajos; 3. átdolg., bőv. kiad.; Lampel, Bp., 1901
- Andersen meséi; ford. Endrei Zalán; Beer "Kosmos" Ny., Bp., 1903
- Andersen összes meséi; ford. Mikes Lajos; 5. bőv. kiad.; Lampel, Bp., 1904
- Napkelet tündérvilága. Tündérmesék és regék. Az ezeregyéjszaka legszebb meséi; ifjúsági átdolg. Kemény György / Andersen meséi; ford., átdolg. Névy Béla; Athenaeum, Bp., 1905
- Andersen meséi; Magyar Könyvkiadó, Bp., 1905
- Andersen legszebb meséi. A magyar ifjuságnak elmeséli Baróti Lajos; Rozsnyai Károly, Bp., 1906
- Andersen legszebb meséi. A magyar serdülő ifjúság számára közrebocsájtja Oldal János; Légrády Ny., Bp., 1906
- Andersen meséi; ford. Dávid Margit; Magyar Kereskedelmi Közlöny, Bp., 1907
- Az én életem meséje; ford. Szeberényi Lajos Zsigmond; Franklin, Bp., 1911 (Olcsó könyvtár)
- Mesevilág; Grimm, Andresen, Bechstein nyomán átdolg. Rózsi néni; Eisler, Bp., 1916
- Andersen legszebb meséi. Kisgyermekeknek elbeszéli Roboz Andor; Eisler, Bp., 1916
- A csudálatos kalucsni; Muskát Ny., Bp., 1918 (Világregények)